# Макинтош, Гэвин
Гэвин Пауэрс Макинтош (англ. Gavin Powers MacIntosh, родился 22 марта 1999 в Тусоне, Аризона, США) — американский актёр, наиболее известный благодаря роли Коннора Стивенса в сериале «Фостеры».

## Ранние годы
Гэвин Пауэрс Макинтош родился 22 марта 1999 года. Он вырос в Тусоне, штат Аризона, позже переехал с семьей в Калифорнию. У него есть два младших брата — Грант и Гейдж.

## Карьера
В 2010 году Макинтош начал свою актерскую карьеру с главной роли в драматическом короткометражный фильме «Turns». В 2011 году Макинтош сделал свой телевизионный дебют в качестве приглашенной звезды в комедийном сериале «Парки и зоны отдыха». В 2013 году, Макинтош получил постоянную роль в проекте ABC Family «Фостеры». В сериале он играет Коннора, красивого и доброго мальчика, который встречается с застенчивым и скрытным приемным ребенком Джудом Фостером.

## Фильмография
| Год       |   | Русское название    | Оригинальное название | Роль           |
| --------- | - | ------------------- | --------------------- | -------------- |
| 2011      | с | Парки и зоны отдыха | Parks and Recreation  | Уэйн           |
| 2011      | с | Воспитывая Хоуп     | Raising Hope          | Брюс в 13 лет  |
| 2014—2016 | с | Кости               | Bones                 | Паркер Бут     |
| 2013—2016 | с | Фостеры             | The Fosters           | Коннор Стивенс |
| 2016      | ф | Американская басня  | American Fable        | Мартин         |